# Charles Perrin
Charles Jean Baptiste Perrin (Lió, Roine, 6 de juliol de 1875 – Lió, 26 de març de 1954) va ser un remer francès que va competir cavall del segle xix i el segle xx. El 1900 va prendre part en els Jocs Olímpics de París, on guanyà una medalla de plata en la prova de quatre amb timoner com a membre de l'equip Club Nautique de Lyon.